# Dolichurus astos
Dolichurus astos är en  stekelart som beskrevs av Ohl 2002. Dolichurus astos ingår i släktet Dolichurus och familjen Ampulicidae. Inga underarter finns listade i Catalogue of Life.